# Tagebücher von Opfern von Krieg und Gewalt
Tagebücher von Opfern von Krieg und Gewalt entstanden als persönliche Aufzeichnungen von Menschen, die Opfer von Kriegen, Gewalt, religiöser und politischer Verfolgung wurden. Unter den Tagebüchern aus der Zeit des Nationalsozialismus hat insbesondere das Tagebuch der Anne Frank eine weltweite Bekanntheit erlangt.

## Tagebücher von NS-Opfern
Die Polin Rutka Laskier beschreibt den Holocaust ähnlich wie Anne Frank aus der Perspektive eines jungen Mädchens. Ihr Tagebuch wurde erst mehr als 60 Jahre nach ihrem Tod in Auschwitz veröffentlicht. Der polnische Junge Dawid Rubinowicz, der deutsche Literaturwissenschaftler Victor Klemperer, der rumänische Schriftsteller Mihail Sebastian und die niederländische Lehrerin Etty Hillesum schrieben ebenfalls ihre Eindrücke unter der Bedrohung des Holocaust nieder.
Ein weniger bekanntes Opfer des Holocaust war die tschechoslowakische Jüdin Věra Kohnová. Sie führte ebenfalls in jungen Jahren ein Tagebuch, das vom Schicksal der Juden im Holocaust geprägt war. Sie konzentrierte sich jedoch auf ihre persönlichen Gefühle. Nach ihrem Tod im KZ dauerte es 65 Jahre, bis ihre Aufzeichnungen zur Veröffentlichung freigegeben wurden.
Der 15-jährige mährische Jude Otto Wolf begann seit der Flucht der Familie vor dem Abtransport nach Theresienstadt im Juni 1942 ein Tagebuch zu führen. Es wurde 1997 veröffentlicht und gilt als einziges, in dem das Leben einer jüdischen Familie in ihren Verstecken im Protektorat Böhmen und Mähren beschrieben wird.
Auch der niederländische Jude Moshe Ze’ev Flinker (Maurice Wolf Flinker) wurde zum Opfer des Nationalsozialismus. Er und seine Eltern starben 1944 in Auschwitz. Sein Tagebuch wurde 1958 in hebräischer Sprache veröffentlicht. Eine englische Übersetzung Young Moshe’s Diary: The Spiritual Torment of a Jewish Boy in Nazi Europe folgte 1965. Seit 2008 ist Moshes Tagebuch auch in deutscher Sprache unter dem Titel Auch wenn ich hoffe: Das Tagebuch des Moshe Flinker verfügbar.
Im Januar 2008 erschien in Frankreich das Tagebuch der Jüdin Hélène Berr, die in ihrer Heimat mit Anne Frank verglichen wird.
Das sowjetische Mädchen Tatjana Nikolajewna Sawitschewa war kein direktes Opfer des Völkermords an den Juden. Ihre Aufzeichnungen bestehen nur aus wenigen Seiten, zeigen aber auf dramatische Weise das Leiden der Menschen in dem von Deutschen belagerten Leningrad. Die Autorin beschreibt, wie fast ihre ganze Familie – geschwächt durch Hunger – nach und nach stirbt.
Ich muss erzählen ist das Tagebuch der litauischen Jüdin Mascha Rolnikaitė, die 1927 geboren wurde und die KZ-Haft überlebte. Sie veröffentlichte ihre zum Teil verlorengegangenen Aufzeichnungen erstmals 1963 unter den Zensurbedingungen der Sowjetunion.
Das Tagebuch des ungarischen Mädchens Éva Heyman wurde postum von ihrer Mutter Ágnes Zsolt überarbeitet und 1948 in Budapest herausgegeben. Die deutsche Übersetzung erschien 2012 unter dem Titel Das rote Fahrrad und beschreibt die Situation einer Dreizehnjährigen in Oradea vor der Deportation nach Auschwitz.

## Tagebücher von Opfern anderer Kriege
Aus anderen Kriegen sind ebenfalls Tagebücher bekannt. Die Bosnierin Zlata Filipović schildert beispielsweise den Krieg in Sarajevo aus der Sicht eines unschuldigen Kindes. Wegen einiger (umstrittener) Parallelen bezeichneten die Medien sie als „Anne Frank von Sarajevo“.